# カトラ
カトラ（英: Catla、学名：Gibelion catla）は、コイ科ギベリオン属に分類される淡水魚である。ギベリオン属はカトラのみで一属一種である。

## 分布
カトラはインド、バングラデシュ、パキスタン、ネパール、ミャンマーなど南アジアの亜熱帯地域の河川や湖沼に分布する。

## 形態
カトラの形態的特徴は大きな頭部と突き出た大きな下顎である。触鬚（ひげ）はない。
東南アジアに分布するパーカーホ（Catlocarpio siamensis）はカトラと形態が酷似しており、過去には両種は同一種と誤認して報告されていた。パーカーホ（染色体数2n=98）の祖先型は二倍体であるカトラ（2n=50）の祖先型から染色体の倍数化によって四倍体として出現し、地理的隔離によって分化したものと考えられる。

## 生態
カトラは水温25-32℃の水域を好み、生息可能な最低水温は14℃である。プランクトン、藻類、デトリタスなどを食べる。

## 人間との関わり
カトラは南アジアの主な養殖魚の一つである。成魚は最大で全長約180cmに達するが、養殖物は食用に適する60cm以下の大きさで出荷される。